# Criotettix orientalis
Criotettix orientalis är en insektsart som beskrevs av Hancock, J.L. 1913. Criotettix orientalis ingår i släktet Criotettix och familjen torngräshoppor. Inga underarter finns listade i Catalogue of Life.